# 掘足綱
掘足綱（ くっそくこう、Scaphopoda ）は、軟体動物門に属する分類群。いわゆるツノガイ類のことで、ツノガイ綱とも。ツノガイという文字通り殻は一見水牛の角のような形状である。形態や生態から二枚貝綱と腹足綱の間に位置づけられることが多い。

## 形態

### 殻
掘足綱全体に共通する形状として、殻は角を思わせる緩やかにカーブした筒状で、両端は必ず開いている。細い側の孔を後口、太い側の孔を殻口と呼ぶことが多い。また、カーブの外側を腹側、内側を背側と呼ぶ。殻表に輪脈と呼ばれる筋がある場合、ない場合まちまちである。また殻色も白色、薄黄色や赤紫色、など様々であるが白っぽい色をした種が多い。殻長は数ミリメートルの種から数十センチメートル程度で現生種の中では、マダガスカル近海に生息する Dentalium metivieri が最大とされ、20センチメートルを超える。以上の様な細かい特徴は科や属、種などにより様々であるが、掘足綱全体の形状としては腹足綱や二枚貝綱と比べると統一感があるといえる。

### 軟体
殻の後口側に肛門が、殻口側に頭と足がある。頭部は眼や触角など多くの感覚器官を欠くが平衡胞 ( statocysts ) と呼ばれる感覚器官を持つほか、食物を捕食するための頭糸と呼ばれる触手状の器官がある。これらの器官を使用して餌を捕らえ、歯舌で擦り取って食べるとされる。鰓は持たないため、外套膜が代わりとなり海水中の酸素を取り込む。また、以上の様な器官や殻などがすべて左右対称になっていることも掘足綱の最大の特徴のひとつである。なお、蓋は持たない。

## 生態

### 生活
雌雄異体。浮遊性のトロコフォア幼生、ベリジャー幼生を経て着底する。通常、二枚貝綱と同様に足を用いて泥底や砂底などを掘り、埋没して生活する。この際、後口を砂や泥から出し、排泄や海水の交換を行う。上記の様に鰓を持たないため、外套膜で酸素の交換を行うが、この際、足を収縮させ海水を循環させる。また、平衡胞や頭糸を用いて餌を捕食し、歯舌で擦り取って食べる。

### 分布
すべて海産種で、世界中の海に広く分布する。また、生息深度も幅広く、潮間帯～深海まで広く分布するが、生息環境は比較的軟らかい海底に限られる。

## 分類
以下に ( Steiner & Kabat 2001 ) に従い属までの分類を示す。但し、確定的に定まったものではなく、分類は非常に流動的である。
Scaphopoda 掘足綱
Dentaliida　ツノガイ目
- Gadilinidae　シラサヤツノガイ科　 
  - Gadilininae　シラサヤツノガイ亜科
    - Gadilina　シラサヤツノガイ属　

  - Episiphoninae　ロウソクツノガイ亜科
    - Episiphon　ロウソクツノガイ属
- Fustiariidae　サケツノガイ科
  -     - Fustiaria　サケツノガイ属
- Omniglyptdae　ハリツノガイ科
  -     - Omniglypta　ハリツノガイ属
- Dentaliidae　ゾウゲツノガイ科
  -     - Antalis　ツノガイ属
    - Coccodentalium　和名不詳属
    - Compressidentalium　ヒラツノガイ属
    - Dentalium　ゾウゲツノガイ属
    - Eudentalium　和名不詳属
    - Fissidentalium　トクサツノガイ属
    - Graptacme　ヒメナガツノガイ属
    - Paradentalium　和名不詳属
    - Pictodentalium　ニシキツノガイ属
    - Plagioglypta　和名不詳属
    - Schizodentalium 和名不詳属
    - Striodentalium　ムチツノガイ属
    - Tesseracme　和名不詳属
- Calliodentaliidae　サフランツノガイ科
  -     - Calliodentalium　サフランツノガイ属
- Laevidentaliidae　セトモノツノガイ科
  -     - Laevidentalium　セトモノツノガイ属
- Rhabdidae　和名不詳科
  -     - Rhabdus　和名不詳属
- Anulidentaliidae　和名不詳科
  -     - Anulidentalium　和名不詳属
    - Epirhabdoides　和名不詳属

Gadilida　クチキレツノガイ目
　Entalimorpha　ミカドツノガイ亜目
- Entalinidae　ミカドツノガイ科
  - Bathoxiphinae　ソウヨウツノガイ亜科
    - Bathoxiphus　ソウヨウツノガイ属
    - Rhomboxiphus　ヒシツノガイ属
    - Solenoxiphus　和名不詳属

  - Entalininae　ミカドツノガイ亜科
    - Entalina　ミカドツノガイ属

  - Heteroschismoidinae　和名不詳亜科
    - Costentalina　和名不詳属
    - Entalinopsis　ユキツノガイ属
    - Heteroschismoides　和名不詳属
    - Pertusiconcha　和名不詳属
    - Spadentalina　ツメツノガイ属

　Gadilimorpha　クチキレツノガイ亜目
- Pulsellidae　ヒゲツノガイ科
  -     - Annulipulsellum　和名不詳属
    - Pulsellum　ヒゲツノガイ属
    - Striopulsellum　和名不詳属
- Wemersoniellidae　和名不詳科
  -     - Chistikovia　和名不詳属
    - Wemersoniella　和名不詳属
- Gadilidae　クチキレツノガイ科
  - Siphonodentaliinae　クチキレツノガイ亜科
    - Dischides　フタマタツノガイ属
    - Polyschides　ダイオウハラブトツノガイ属
    - Sagamicadulus　ユウビハラブトツノガイ属
    - Siphonodentalium　クチキレツノガイ属
    - Striocadulus　和名不詳属

  - Gadilinae　ハラブトツノガイ亜科
    - Bateycadulus　和名不詳属
    - cadulus　和名不詳属
    - Gadila　ハラブトツノガイ属
      - 所属不明 Incertæ sedis

    - Compressidens　和名不詳属
    - Megaentalina　オダヤカミカドツノガイ属

## 利用
殻は貝細工やパイプとして用いられる。